# Irma (musikalbum)
Irma är Irma Schultz andra studioalbum, utgivet 1991. Låten "Precis som du" blev en hit och spelades flitigt i radio.

## Låtförteckning
1. Precis som du
2. Stureplan – intervju
3. Stureplan
4. Ta mig tillbaka
5. Någonstans inom mig
6. Det kommer en gryning
7. Vill ha dig
8. Regn och sol
9. I mitt hus
10. Le mot mig

## Listplaceringar
| Lista (1991-1992) | Topplacering |
| ----------------- | ------------ |
| Sverige           | 4            |